# 高野孝
高野 孝（たかの たかし、1932年10月10日 - ）は、日本の経営者。野村不動産社長を務めた。

## 経歴
京都府出身。1956年に京都大学法学部を卒業し、同年に野村證券に入社。1978年12月に取締役に就任し、1981年12月に常務、1983年12月に専務、1986年12月に副社長を経て、1987年12月に野村不動産社長に就任。1992年6月に会長に就任し、1995年6月には相談役に就任。